# Południowy okręg wyborczy w Islandii
Południowy okręg wyborczy w Islandii (isl. Suðurkjördæmi) – jest jednym z sześciu okręgów wyborczych Islandii.  Posiada 10 mandatów w Althing, z czego jeden wyrównawczy. Okręg wyborczy powstał z połączenia starego okręgu Suðurlandskjördem z dodatkiem Hornafjörður, który kiedyś należał do elektoratu Austurlandskjördem , i Suðurnes, który był kiedyś w elektoracie Reykjaneskjördem. Pierwsze wybory odbyły się w nowej strukturze okręgów wyborczych w wyborach parlamentarnych w 2003 roku.

## System wyborczy
W tym okręgu wybiera się obecnie dziewięciu spośród 63 członków parlamentu Islandii przy użyciu systemu wyborczego proporcjonalnej reprezentacji z otwartymi listami partyjnymi. Mandaty okręgowe są rozdzielane metodą D'Hondta. Mandaty kompensacyjne (wyrównawcze) są obliczane na podstawie głosów oddanych w skali kraju i są rozdzielane metodą D'Hondta na poziomie okręgów wyborczych. Tylko partie, które osiągną 5% próg wyborczy w skali kraju, konkurują o mandaty kompensacyjne.

## Gminy
W okręgu południowym znajduje się następujących 19 gmin: Hornafjörður, Skaftárhreppur, Mýrdalshreppur, Rangárþing eystra, Rangárþing ytra, Ásahreppur, Vestmannaeyjabær, Flóahreppur, Árborg, Skeiða- og Gnúpverjahreppur, Hrunamannahreppur, Bláskógabyggð, Grímsnes- og Grafningshreppur, Hveragerðisbær, Ölfus , Grindavík, Suðurnesjabær, Reykjanesbær i Vogar.

## Statystyki wyborcze
| Wybory                                                                           | Liczba wyborców na liście | Zmiana      | Oddane głosy | Frekwencja wyborcza | Głosowanie uzupełniające | Głosowanie uzupełniające | Mandaty | Wyborcy na mandat parlamentarny | Waga[1] |
| Wybory                                                                           | Liczba wyborców na liście | Zmiana      | Oddane głosy | Frekwencja wyborcza | Ilość głosów             | Udział procentowy        | Mandaty | Wyborcy na mandat parlamentarny | Waga[1] |
| -------------------------------------------------------------------------------- | ------------------------- | ----------- | ------------ | ------------------- | ------------------------ | ------------------------ | ------- | ------------------------------- | ------- |
| 2003                                                                             | 28 344                    | nie dotyczy | 25 343       | 89,4%               | 2 200                    | 8,7%                     | 10      | 2 834                           | 118%    |
| 2007                                                                             | 30 592                    | 2 248       | 25 789       | 84,3%               | 2 732                    | 10,6%                    | 10      | 3 059                           | 115%    |
| 2009                                                                             | 32 482                    | 1 890       | 27 831       | 85,7%               | 3 048                    | 11,0%                    | 10      | 3 248                           | 111%    |
| 2013                                                                             | 33 619                    | 1 137       | 27 531       | 81,9%               | 3 889                    | 14,1%                    | 10      | 3 362                           | 112%    |
| 2016                                                                             | 35 436                    | 1 817       | 27 828       | 78,5%               | 4 109                    | 14,8%                    | 10      | 3 544                           | 110%    |
| 2017                                                                             | 36 143                    | 707         | 28 914       | 80,0%               | 4 690                    | 16,2%                    | 10      | 3 614                           | 109%    |
| 2021                                                                             | 38 424                    | 2 281       | 30 381       | 79,1%               | 5 881                    | 19,4%                    | 10      | 3 842                           | 105%    |
| 2024                                                                             | 40 994                    | 2 570       | 32 285       | 78,8%               | -                        | -                        | 10      | 4 099                           | 104%    |
| [1] Waga głosów w tym okręgu wyborczym w porównaniu z wagą głosów w skali kraju. |                           |             |              |                     |                          |                          |         |                                 |         |
| Źródło: Urząd Statystyczny Islandii                                              |                           |             |              |                     |                          |                          |         |                                 |         |